# Peru ved sommer-OL 2016
Peru ved sommer-OL 2016 i Rio de Janeiro, Brasilien, foregår i perioden 5. – 21. august 2016. 

## Medaljer
| 2016 Rio de Janeiro | Guld | Sølv | Bronze | Total |
| Peru                | 0    | 0    | 0      | 0     |